# Das Sommerhaus der Normalos
Das Sommerhaus der Normalos ist eine deutsche Reality-Show, die seit dem 24. Februar 2025 bei RTL+ ausgestrahlt wird. Das Sommerhaus der Normalos ist ein Ableger von Das Sommerhaus der Stars – Kampf der Promipaare, welches seit 2016 bei RTL ausgestrahlt wird.

## Konzept
Im März 2024 kündigte RTL einen Ableger für seinen Streamingdienst RTL+ an, der sich am Originalformat Das Sommerhaus der Stars orientieren soll. Paare ohne TV-Erfahrung wurden aufgerufen, sich für das Format zu bewerben. Am 24. Januar 2025 gab RTL den genauen Sendestart bekannt. Im Gegensatz zu Das Sommerhaus der Stars, wo mehr oder weniger prominente Paare gegeneinander antreten, treten in Das Sommerhaus der Normalos acht Paare ohne jeglichen Promistatus an – laut RTL werden in dem Ableger keine „Schauspieler, Model oder Influencerin“ an der Show teilnehmen. Diese Paare leben gemeinsam auf einem Bauernhof in Bocholt-Barlo, Nordrhein-Westfalen, und kämpfen um eine Siegprämie von 25.000 Euro. Während ihres mehrwöchigen Aufenthalts auf engem Raum sind sie rund um die Uhr von Kameras umgeben. Der Alltag der Teilnehmer wird durch verschiedene Aufgaben – sogenannte Challenges – aufgelockert, die sie meistern müssen. Diese Challenges sind identisch mit denen aus dem Originalformat. Am Ende von durch die Regie festgelegten Folgen stimmen die Paare darüber ab, welches von ihnen die Show verlassen muss.

## Teilnehmer
Die teilnehmenden Paare wurden am 10. Februar 2025 bekannt gegeben. Obwohl RTL betont, dass in Das Sommerhaus der Normalos keine „Schauspieler, Model oder Influencerin“ teilnehmen, weisen einige Teilnehmer dennoch Erfahrungen in diesen Bereichen auf. Einige von ihnen waren bereits als Darsteller oder Teilnehmer in TV-Formaten zu sehen, sind als Influencer in sozialen Medien aktiv oder arbeiten als Model. So war Vanessa Brahimi als Darstellerin tätig, die unter anderem 2016 als Katja Tetzlaff in der Serie Hilf mir! Jung, pleite, verzweifelt … spielte. Marc Kleeb nahm 2018 an der Dating-Show First Dates teil. Das Paar Manfred Gardianczik und Andrea Schwarze war 2022 in der Spielshow Paar Love zu sehen. Mladen Doric spielte zwischen 2015 und 2016 eine Nebenrolle als Fil in der Daily-Soap Köln 50667. Besonders umfangreiche TV-Erfahrungen haben Sascha und Sandra Czok. Sandra Czok war von 2020 bis 2021 Hauptdarstellerin in der Serie Krass Schule – Die jungen Lehrer und nahm zuvor 2017 zweimal an der Show Shopping Queen teil. 2022 war sie in der Sendung Zwischen Tüll und Tränen zu sehen, wo sie beim Kauf ihres Brautkleides begleitet wurde, sowie in der Dokumentation Unser Mallorca – mit Birgit Schrowange. Gemeinsam mit ihrem Mann Sascha nahm sie zudem 2022 an der Spielshow Mein Mann kann und in der Unterhaltungssendung Krass und Crazy teil. Sandra Czok ist außerdem als Influencerin aktiv und als Model tätig.
| Platz | Teilnehmer                                      | Berufe | Auszug in Folge | Elimination durch            |
| ----- | ----------------------------------------------- | --- | --------------- | ---------------------------- |
| 1     | Hendrik Sünder (28) & Sophie Welack (22)        | Klempner / Medizinische Fachangestellte                                                                      | 8               | Sieger                       |
| 2     | Marcel Wittek (24) & Lisa Sophie Wolff (23)     | Luftsicherheitsassistent / Zugbegleiterin                                                                    | 8               | 2. Platz                     |
| 3     | Mladen Doric (31) & Michelle Mišić (28)         | Buchhalter / IT-Einkäuferin                                                                                  | 8               | 3. Platz                     |
| 4     | Richard Sternberg (29) & Vanessa Brahimi (28)   | Filialleiter / Sozialversicherungsfachangestellte                                                            | 8               | Rauswahl (3 von 4 Stimmen)   |
| 5     | Sascha (36) & Sandra Czok (34)                  | Fachspezialist für Datenloggermanagement / Marketingleiterin, Influencerin, Model und ehemalige Darstellerin | 8               | Rauswahl (3 von 5 Stimmen)   |
| 6     | Sebastian Makowski (30) & Viktoria Senne (26)   | Büromanager / Wirtschaftspsychologie-Studentin                                                               | 5               | Rauswahl (4 von 6 Stimmen)   |
| 7     | Marc Kleeb (36) & Anna-Lucia Preuße (27)        | Unternehmer / Unternehmerin                                                                                  | 5               | Exit-Duell (2 von 7 Stimmen) |
| 8     | Manfred Gardianczik (60) & Andrea Schwarze (61) | Bundesbankangestellter / Bankkauffrau                                                                        | 2               | freiwilliger Auszug          |

## Nominierungen
|                       | Runde 1 (Folge 2)                                | Runde 2 (Folge 4)                                                  | Runde 3 (Folge 5)                      | Runde 4 (Folge 7)                                                  | Runde 5 (Folge 8)                   | Finale (Folge 8)              |
| --------------------- | ------------------------------------------------ | ------------------------------------------------------------------ | -------------------------------------- | ------------------------------------------------------------------ | ----------------------------------- | ----------------------------- |
| Hendrik & Sophie      | Sebastian & Viktoria                             | Mladen & Michelle                                                  | Sebastian & Viktoria                   | Sascha & Sandra                                                    | Richard & Vanessa                   | Siegerpaar 2025               |
| Marcel & Lisa         | Marc & Anna-Lucia                                | Mladen & Michelle                                                  | Sebastian & Viktoria                   | Mladen & Michelle                                                  | Richard & Vanessa                   | 2. Platz                      |
| Mladen & Michelle     | Marc & Anna-Lucia                                | Marc & Anna-Lucia                                                  | Marcel & Lisa                          | Sascha & Sandra                                                    | Richard & Vanessa                   | 3. Platz                      |
| Richard & Vanessa     | Marc & Anna-Lucia                                | Marc & Anna-Lucia                                                  | Sebastian & Viktoria                   | Sascha & Sandra                                                    | Mladen & Michelle                   | rausgewählt (Folge 8)         |
| Sascha & Sandra       | Marc & Anna-Lucia                                | Mladen & Michelle                                                  | Sebastian & Viktoria                   | Mladen & Michelle                                                  | rausgewählt (Folge 7)               | rausgewählt (Folge 7)         |
| Sebastian & Viktoria  | Marc & Anna-Lucia                                | Hendrik & Sophie                                                   | Hendrik & Sophie                       | rausgewählt (Folge 5)                                              | rausgewählt (Folge 5)               | rausgewählt (Folge 5)         |
| Marc & Anna-Lucia     | Sebastian & Viktoria                             | Mladen & Michelle                                                  | ausgeschieden (Folge 5)                | ausgeschieden (Folge 5)                                            | ausgeschieden (Folge 5)             | ausgeschieden (Folge 5)       |
| Manfred & Andrea      | freiwilliger Auszug (Folge 2)                    | freiwilliger Auszug (Folge 2)                                      | freiwilliger Auszug (Folge 2)          | freiwilliger Auszug (Folge 2)                                      | freiwilliger Auszug (Folge 2)       | freiwilliger Auszug (Folge 2) |
|                       | Runde 1 (Folge 2)                                | Runde 2 (Folge 4)                                                  | Runde 3 (Folge 5)                      | Runde 4 (Folge 7)                                                  | Runde 5 (Folge 8)                   | Finale (Folge 8)              |
| Freiwilliger Auszug   | Manfred & Andrea                                 |                                                                    |                                        |                                                                    |                                     |                               |
| Nominierungs- schutz  | Richard & Vanessa Hendrik & Sophie Marcel & Lisa | Marcel & Lisa Sebastian & Viktoria Richard & Vanessa Marcel & Lisa | Mladen & Michelle                      | Marcel & Lisa Mladen & Michelle Richard & Vanessa Hendrik & Sophie | Marcel & Lisa                       |                               |
| Rauswahl              |                                                  | Marc & Anna-Lucia (Exit-Duell)                                     | Sebastian & Viktoria (4 von 6 Stimmen) | Sascha & Sandra (3 von 5 Stimmen)                                  | Richard & Vanessa (3 von 4 Stimmen) |                               |
| Anmerkungen: 1. 2. 3. |                                                  |                                                                    |                                        |                                                                    |                                     |                               |

## Ablauf
- In Folge 1 konnten sich Richard & Vanessa im Spiel „Stehvermögen“ einen Nominierungsschutz erspielen. Im anschließenden Stimmungsbarometer erhielten Hendrik & Sophie vier Stimmen, Mladen & Michelle drei Stimmen und Marc & Anna-Lucia eine Stimme ihrer Mitstreiter.
- In Folge 2 konnten sich Hendrik & Sophie im ersten Spiel „Auf Abwegen“ einen Nominierungsschutz erspielen, während Marcel & Lisa im zweiten Spiel „Höhen und Tiefen“ ebenfalls einen Nominierungsschutz sichern konnten. Nach dem zweiten Spiel verließen Manfred & Andrea aus gesundheitlichen Gründen freiwillig das Haus. Bei der ersten Nominierung wurden mit 5 von 7 Stimmen Marc & Anna-Lucia zum unbeliebtesten Paar gewählt, zwei Stimmen bekamen Sebastian & Viktoria. Aufgrund des vorzeitigen Auszugs musste niemand das Haus verlassen oder eine Exit-Challenge bestreiten. Da Marc & Anna-Lucia die meisten Stimmen gegen sich erhielten, waren sie für das erste kommende Spiel gesperrt.
- In Folge 3 konnten sich Marcel & Lisa im ersten Spiel „Tischlein deck dich“ einen Nominierungsschutz erspielen, während Sebastian & Viktoria im zweiten Spiel „Nervensägen“ ebenfalls einen Nominierungsschutz sichern konnten. Im anschließenden Stimmungsbarometer erhielten Hendrik & Sophie sowie Richard & Vanessa jeweils drei Stimmen und Mladen & Michelle eine Stimme ihrer Mitstreiter.
- In Folge 4 konnten sich Richard & Vanessa im ersten Spiel „Einparken“ einen Nominierungsschutz erspielen und zudem einen der anderen Paare ihren Schutz entziehen. Sie wählten Marcel & Lisa, die sich wiederum im nächsten Spiel „Lippenbekenntnisse“ erneut sichern konnten. In der anschließenden Nominierung erhielten Mladen & Michelle vier Stimmen ihrer Mitstreiter, Marc & Anna-Lucia erhielten zwei Stimmen und Hendrik & Sophie erhielten eine Stimme. Über den Auszug entschied ein Exit-Duell zwischen Mladen & Michelle und Marc & Anna-Lucia in der nächsten Folge.
- In Folge 5 konnten Mladen & Michelle das Exit-Duell „Spießrutenlauf“ für sich entscheiden, wodurch Marc & Anna-Lucia das Sommerhaus verlassen mussten. Im Spiel „Gib’s mir, Baby“ konnten sich Mladen & Michelle den einzigen Nominierungsschutz für die nächste Nominierung erspielen. In der anschließenden Nominierung wurden Sebastian & Viktoria mit 4 von 6 Stimmen rausgewählt.
- In Folge 6 konnten sich Marcel & Lisa im Spiel „Richtig einlochen“ und Mladen & Michelle im zweiten Spiel „Ich dreh gleich durch!“ den Nominierungsschutz erspielen. Im anschließenden Stimmungsbarometers erhielten Hendrik & Sophie eine Stimme und  Richard & Vanessa vier Stimmen ihrer Mitbewohner.
- In Folge 7 konnten sich Richard & Vanessa im ersten Spiel „Tierisch blind“ einen Nominierungsschutz erspielen und zudem einen der anderen Paare ihren Schutz entziehen. Sie wählten Mladen & Michelle, das Paar musste beim nächsten Spiel wieder antreten. Beim zweiten Spiel „Dem Druck standhalten“ konnten sich Hendrik & Sophie einen Nominierungsschutz erspielen. In der anschließenden Nominierung wurden Sascha & Sandra mit 3 von 5 Stimmen rausgewählt.